# Suicide Silence

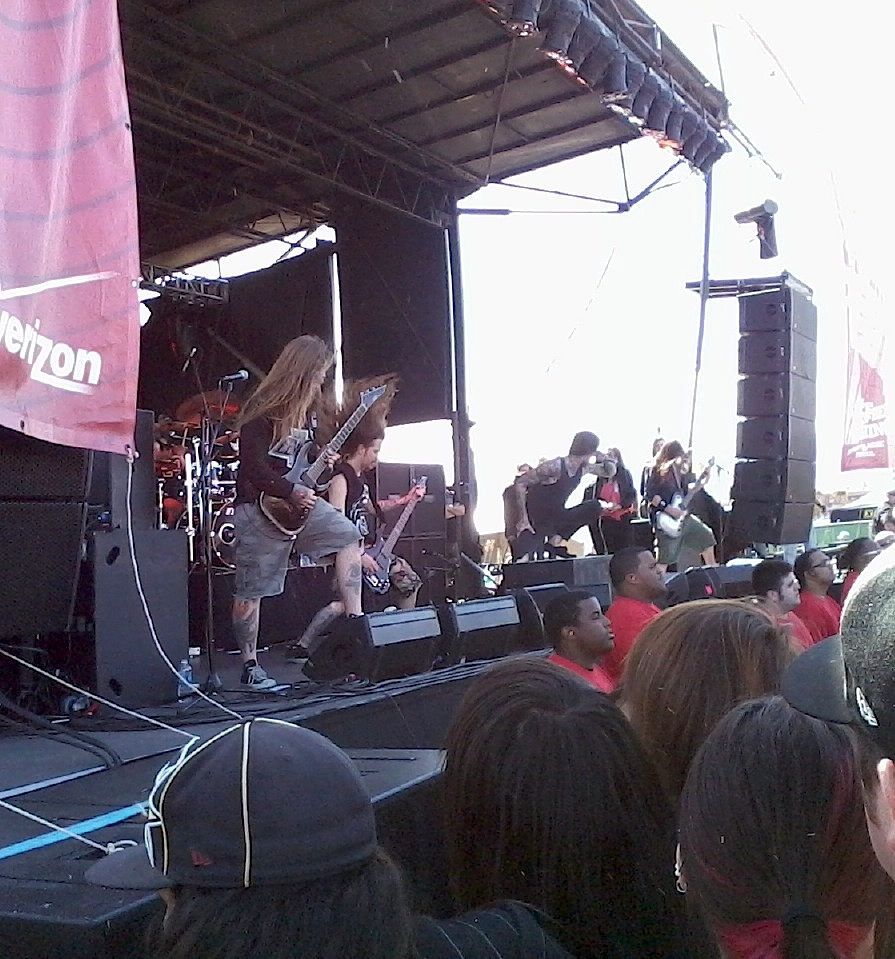
Suicide Silence op het Extreme Thing Festival, Las Vegas, 2011

Suicide Silence is een Amerikaanse deathcoreband uit Riverside, Californië. De band werd opgericht in 2000.

## Bezetting

### Huidige bandleden
- Chris Garza - gitarist
- Mark Heylmun - gitarist
- Dan Kenny - bassist
- Alex Lopez - drummer
- Eddie Hermida- leadzanger

### Voormalige bandleden
- Tanner Womack - zanger
- Not Lavco - zanger
- Mitch Lucker - zanger
- Josh Tufano - gitarist
- Rick Ash - gitarist
- Warren Walczak - gitarist
- Michael Olheiser - bassist
- Jamie Olivier - bassist
- Matt Deamer - bassist
- James Clark - bassist
- Kris Serapin - bassist

## Biografie
Suicide Silence werd in 2000 opgericht en bracht in 2007 het debuutalbum The Cleansing uit op Century Media Records. Het album werd opgenomen met producer John Travis (Static-X) en werd gemixt door Tue Madsen.
Hiervoor bracht de band al een EP uit, de Suicide Silence EP.

## Overlijden Mitchell Lucker
Op 1 november 2012 liet de band via Facebook weten dat leadzanger Mitch Lucker die dag overleden was na een motorongeval in Huntington Beach (Californië).
Hij reed boos weg na een discussie met zijn vrouw. Zij was boos op hem omdat hij dronk in het bijzijn van zijn dochter. Niet veel verder vond zijn vrouw hem naast zijn motor en belde onmiddellijk de hulpdiensten. Na een lange operatie stierf hij uiteindelijk op 1 november.

## Discografie

### Albums
- The Cleansing - 2007
- No Time to Bleed - 2009
- The Black Crown - 2011
- Ending Is the Beginning: The Mitch Lucker Memorial Show (Live) - 2014
- You Can't Stop Me - 2014
- Suicide Silence - 2017
- Rare Ass Shit - 2019
- Live & Mental - 2019
- Become the Hunter - 2020
- The Cleansing (Ultimate Edition) - 2022
- Remember... You Must Die - 2023

### Ep's
- Suicide Silence - 2006
- Sacred Words - 2015